# Plasy
Plasy (německy Plass) jsou město v okrese Plzeň-sever v Plzeňském kraji. Leží 21 kilometrů severně od Plzně. Žije v ní přibližně 2 900 obyvatel. Plasy jsou součástí Mikroregionu Dolní Střela. Město vzniklo okolo stejnojmenného kláštera, který je národní kulturní památkou.

## Název
V historických pramenech se název města objevuje ve tvarech: Plaz (1146), Plazensi (1177), in Plazs (1185), de Plass (1189), Placensis monii (1204), de Plaz (1205), Sigebertus Plezzensis (1228), in Plaz (1358), de Plass (1369), monii Plassensis (1370), vinea Plasnensi (1393), monii Plassnensis (1403), in Plas (1412), abbacie Plassensis (1425), kláštera plaskeho (1484) a kláštera plazskeho (1520). Druhý pád jména je Plas, šestý pád zní
Plasech nebo v používanějším tvaru Plasích.

## Historie
Krajina v okolí Plas byla osídlena již v pravěku. Na území města se v době halštatské a laténské nacházela nejméně dvě sídliště, z nichž jedno bylo objeveno při stavbě školní budovy v letech 1933 a 1934, a druhé stávalo na vyvýšenině na levém břehu řeky. Asi dva kilometry severozápadně stávalo na ostrožně obtékané Střelou plaské hradiště osídlené v době halštatské a ještě předtím lidem chamské kultury.

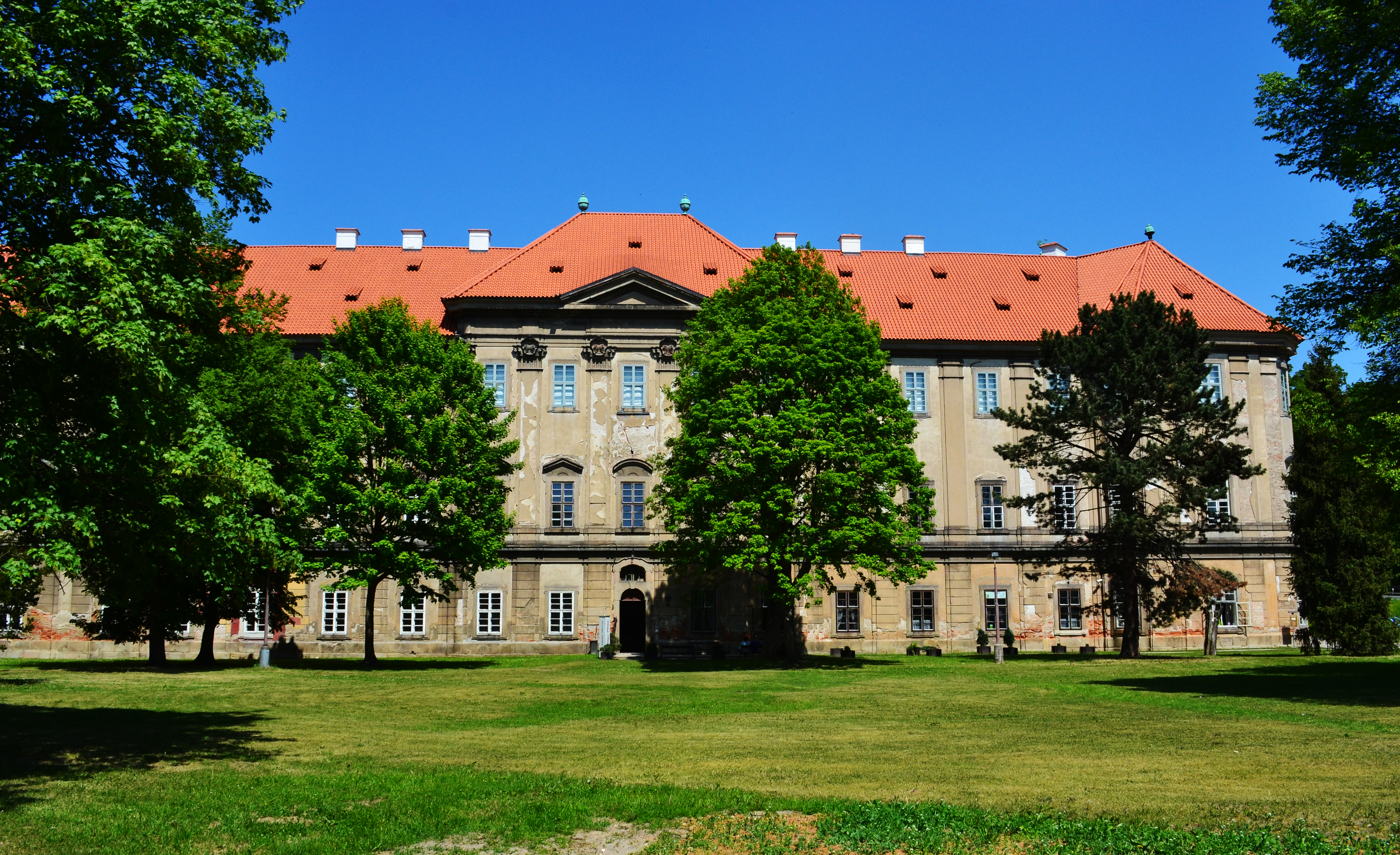
Klášter

Město vyrostlo okolo plaského cisterciáckého kláštera, jehož zakládací listinu podepsal v roce 1144 kníže Vladislav II. (asi 1110–1174). Samotný klášter stojí na místě staršího knížecího dvorce. Klášter zažil dvě období vzestupu, z nichž prvé ukončily husitské války a druhé zrušení kláštera Josefem II. v roce 1785. Majetek kláštera po jeho zrušení přešel do správy náboženského fondu.

### Devatenácté století

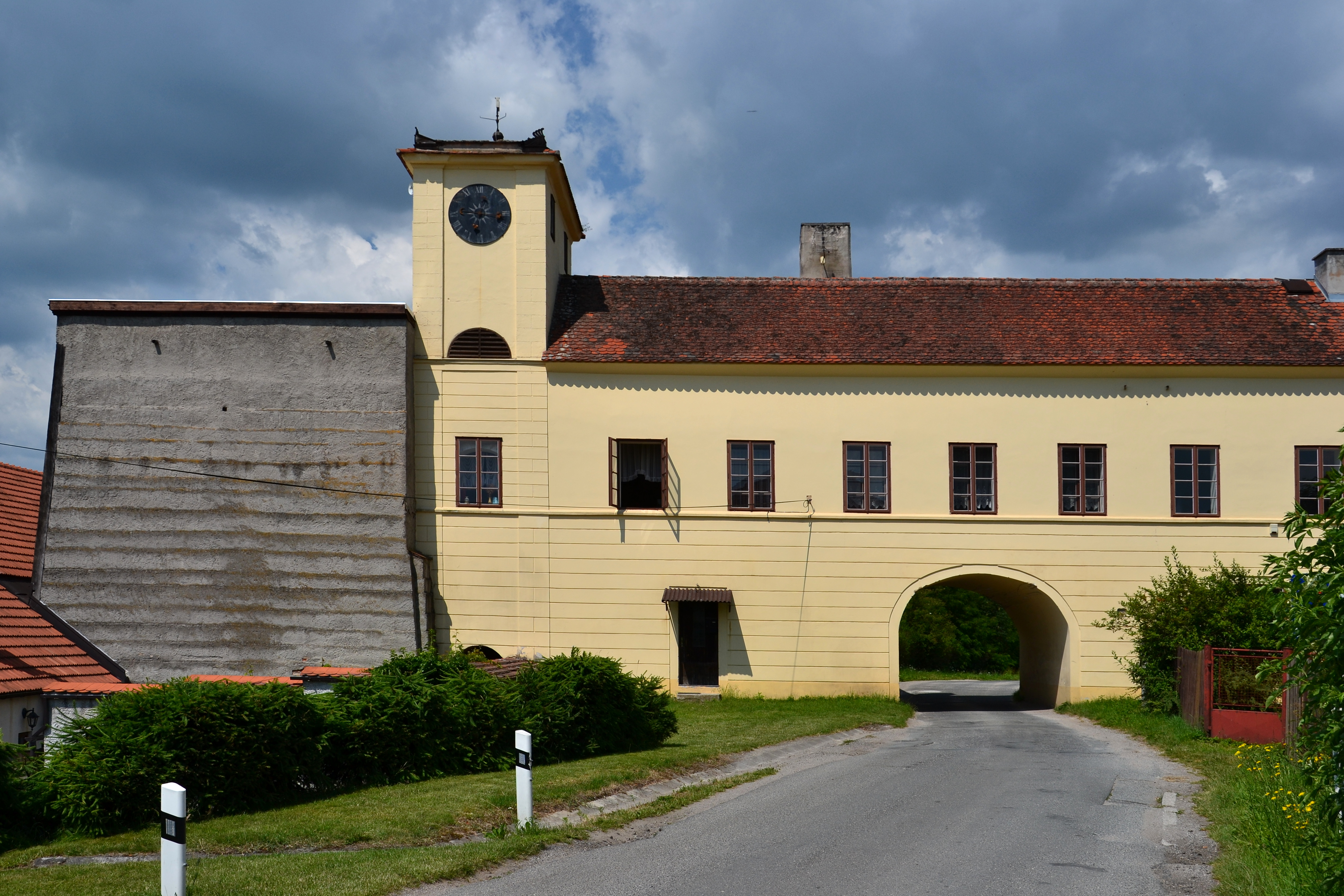
Bývalá železářská huť

Do zrušení patrimoniální správy v roce 1850 nebyly Plasy vnímány jako město či vesnice, ale jen jako širší součást bývalého kláštera. V roce 1826 koupil celé plaské panství v dražbě státní ministr a kancléř rakouského císařství Klemens Wenzel von Metternich, který je v Plasích také pochován v rodinné hrobce, kterou nechal ještě týž rok postavit (zemřel roku 1859). Poté, co získaly Plasy nového pána, nastalo období rozvoje – kníže Metternich rychle započal s výstavbou továrny na zpracování železné rudy – litiny, při výstavbě příjezdových komunikací byly zbořeny některé budovy klášterního areálu včetně kostela Panny Marie Růžencové. Materiál ze zbořených objektů byl použit při výstavbě továrny a domků pro dělníky v okolí hutě.
Na počátku 40. let 19. století byla zahájena výstavba státní silnice z Plzně do Žatce (dnes silnice I/27). Zatímco dřívější trasa vedla po staré zemské stezce přes Oboru, Nebřeziny do Kralovic a Plasům se vyhýbala, nová silnice vedla z Kaznějova přes Rybnici do Plas a odtud dále přes Sokolku na Kralovice. Ačkoli trasa státní silnice v Plasích přeťala klášterní areál a vedla k zániku zahrady před konventem, přivedla do Plas dopravu, a tím i oživení.
Po zrušení patrimoniální správy se v roce 1850 konaly první volby do obecního zastupitelstva. Zvolené zastupitelstvo, ve kterém zasedalo i několik úředníků plaského panství, patrně nemělo o funkci jasnou představu, a tak zvolilo za starostu knížete Klementa Metternicha. Ten považoval volbu za projev uznání své péče o blaho obyvatel Plas, přijal ji a z praktických důvodů pověřil jejím výkonem prvního radního Matěje Hölzla. Situaci vyřešilo okresní hejtmanství v Kralovicích vypsáním nových voleb, ve kterých byl Hölzl potvrzen do funkce starosty.
Roku 1852 se z Nebřezin do Plas přestěhovala poštovní sběrna a o tři roky později se stala poštovním úřadem. V roce 1872 se po přívalových deštích rozvodnila řeka Střela, situaci katastrofálně zhoršilo protržení hráze Mladotického rybníka. Při povodni zahynuli v Plasích dva lidé, řeka odnesla dva domy, poškodila množství dalších, zničila jez a náhon k železné huti. Povodeň způsobila velké škody na stavbě železniční tratě Plzeň–Žatec, která byla na katastru obce Plasy budována od června 1871. Zatímco na úseku z Plzně do Plas byl dopravní provoz zahájen 21. ledna 1873, úsek z Plas do Mladotic se zpozdil. V roce 1875 zanikla železná huť – doprava železné rudy ze vzdálených lokalit výrobu prodražovala. Metternichové v bývalé železárně začali vyrábět barvy, ale i tento pokus skončil neúspěchem.
Dokončená železniční trať se spolu se státní silnicí stala katalyzátorem rozvoje místních živnostníků a podniků. Na konci 19. století v Plasích pracovala pila, parní pivovar, parní mlýn, bylo zde pět hostinců, čtyři kupci a lékárna. V Plasích sídlil farní úřad, pětitřídní škola, četnická stanice, telegrafní úřad, zmíněný poštovní úřad a stanice státních hřebců. Rozvíjel se i společenský život – v Plasích působil pěvecký spolek Střela, úřednická beseda, občansko-řemeslnická beseda, dobrovolný hasičský sbor, odbor Národní jednoty pošumavské, odbor Červeného kříže, spořitelní a záložní spolek a všeodborová dělnická organizace Rovnost. Do vzniku samostatného Československa k těmto spolkům a organizacím přibyly místní organizace sociální demokracie, tělocvičná jednota Sokol, Dělnická tělocvičná jednota a včelařský spolek.

### Dvacáté století
Starosta Hynek Vavřík zvolený v roce 1902 navrhl, aby se Plasy ucházely o povýšení na městys. Opakované úsilí o povýšení bylo však neúspěšné, mimo jiné proto, že obec neměla vlastní školní budovu. Od roku 1906 měly Plasy obecního strážníka, zároveň byla zahájena výstavba veřejného osvětlení obce lihovými lampami.
Po první světové válce vyvíjely místní dělnické organizace snahu o posílení svého vlivu v zastupitelstvu obce, které v prosinci 1918 přijalo usnesení, že zasedání budou s předstihem veřejně oznamována a budou veřejná. Občané v poválečných letech hromadně opouštěli církve, věřící měli v roce 1921 už jen těsnou většinu.
Na začátku roku 1920 se začal řešit problém elektrifikace. Obec uvažovala o možnosti výstavby vlastní elektrárny, ale nakonec zvolila připojení k elektrifikaci okresu. Staré nefunkční lihové veřejné osvětlení bylo postupně nahrazeno elektrickým. Kromě elektrifikace musela obec řešit nedostatek bytů. Silnou snahu o získání budovy bývalé prelatury a pozdějšího zámku od správy velkostatku k úpravě na byty ukončuje až zamítavé stanovisko památkového úřadu.
Na jaře 1928 se plaští občané pokusili vyvolat přemístění okresních úřadů z Kralovic do Plas; snaha vrcholila roku 1931 neúspěšným jednáním na ministerstvu vnitra. Neúspěšná je i průběžná snaha povýšit Plasy na město – Plasy v té době měly z urbanistického hlediska městský charakter s velkolepými historickými budovami a několika drobnými průmyslovými podniky, sídlila zde řada obchodníků a řemeslníků a na rozdíl od okolních vsí zde absentovaly selské usedlosti (na okolní půdě hospodařil velkostatek). V letech 1934–1935 byla na pozemku u státní silnice, který byl kdysi smetištěm a později byl upraven pro pomník padlým vojínům, vystavěna budova obecního úřadu – radnice.
Po Mnichovské dohodě a zabrání českého pohraničí Německem nastal značný příliv obyvatel, jejichž počet přesáhl 2000; stav setrval do konce druhé světové války. Dne 10. května 1945 dorazilo do Plas několik vojáků sovětské armády, druhého dne je následovala dělostřelecká jednotka. Sovětská armáda v Plasích setrvala do ledna 1946.

## Přírodní poměry

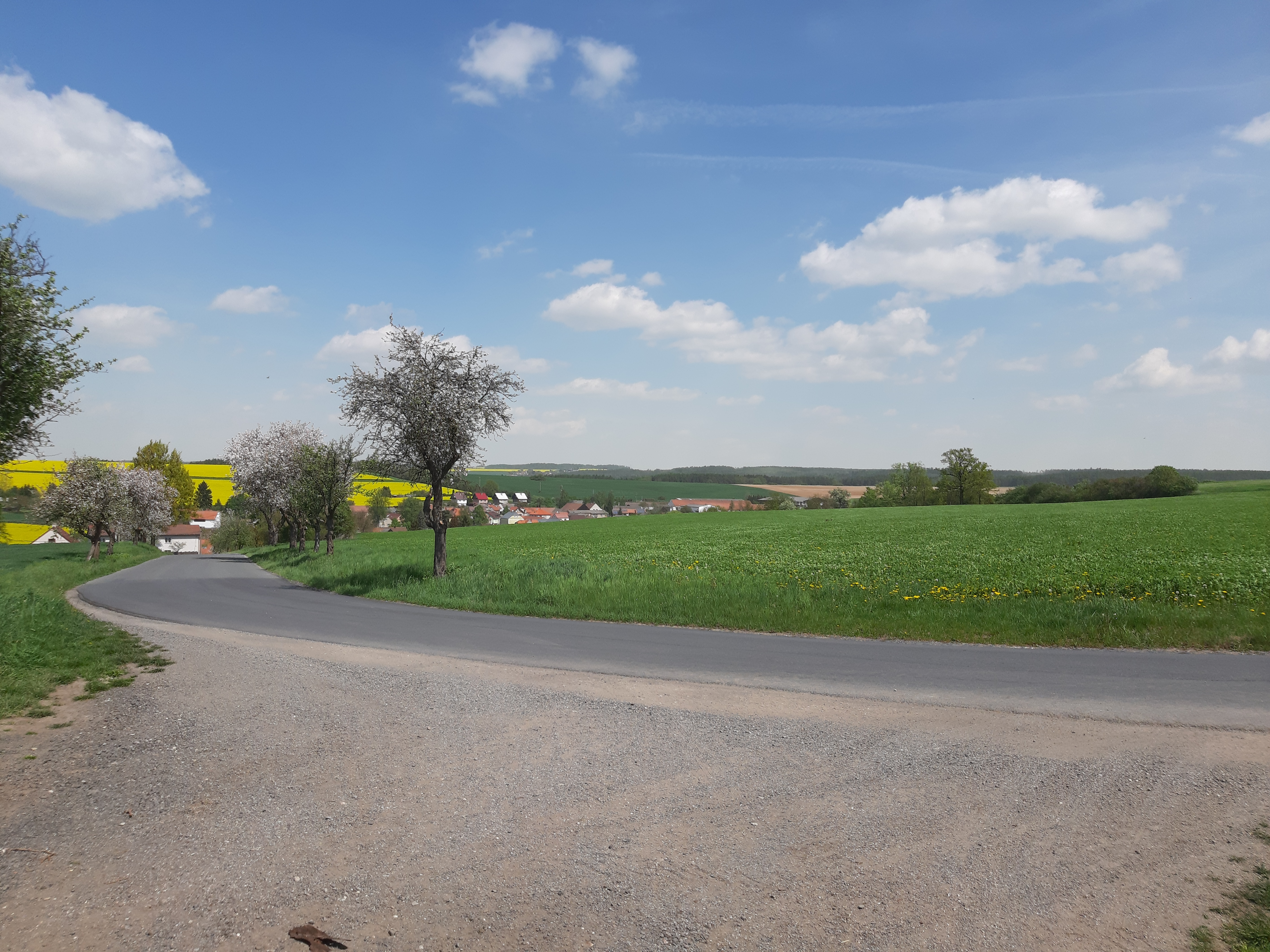
Fotografie pořízena v mikroregionu Dolní Střela.

Hluboká kotlina obklopená příkrými stráněmi, ve které Plasy leží, byla vytvořena řekou Střelou a několika jejími drobnými přítoky – Lomanským potokem, Žebnickým potokem a Hlubočicí. Rovná údolní niva v nadmořské výšce 320 m tvořící dno kotliny je protáhlá od severozápadu k jihovýchodu ve směru toku řeky, její délka je 2,3 km a šířka přibližně 900 m. V druhé polovině 19. století byla západní část nivy upravena na anglický park, jeho součástí se stala Velká louka a Opatovská louka, rybník ve středu i lípy v jeho okolí.
Příkré svahy kotliny se zvedají až k vrcholkům kopců o více než 100 m nade dnem údolí. Řeka Střela vtéká do kotliny z kaňonu přehrazeného malou vodní nádrží mezi kopci Bor a Masné krámy nedaleko vsi Horní Hradiště. Střela protéká severovýchodní částí nivy až k areálu kláštera, kde je na esovitém úseku přehrazena jezem. Z něj část vody odtéká do někdejšího mlýnského náhonu a dále přes klášterní nádrže do Královské stoky, jež prochází pod budovou konventu a ústí zpět do řeky u mostu silnice I/27. Střela pokračuje dále ke konci kotliny, na pravém břehu je doprovázena mohutnými lípami Aleje vzdechů, kde vtéká do kaňonu mezi kopci Špitál a Panholec a pokračuje k Nebřezinám, kde se do ní vlévá Kaznějovský potok. Kromě kopců svírajících Střelu na vtoku a výtoku je kotlina obklopena ještě na severní straně nejvyšším Klíčníkem, na západní straně Kolem a na jihu Vápennou pecí.

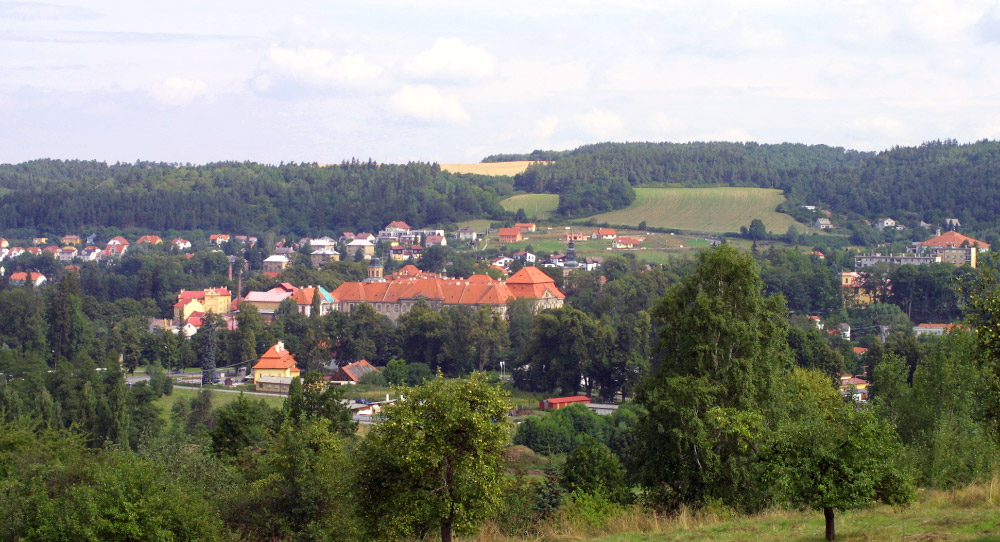
Střed Plas

Veškerá zeleň ve městě je chráněna a zařazena do různých kategorií ochrany. V jižní části údolní nivy se nachází chráněné lipové stromořadí Alej vzdechů. Lipová výsadba pokračuje i na hrázi rybníka a navazuje na ni bariérové stromořadí olší, které jako součást anglického parku rozdělují severní část Velké louky. Ta byla v osmdesátých letech 19. století pod vedením knížete Richarda Metternicha upravena ve stylu anglického parku. Spolu s parkovými úpravami byl vybudován zavodňovací systém a plocha Velké louky byla obhospodařována jako produkční louka. Dendrologickou architekturu kotliny dotvářejí břehové porosty u řeky Střely.

## Obyvatelstvo
| Rok            | 1869  | 1880  | 1890  | 1900  | 1910  | 1921  | 1930  | 1950  | 1961  | 1970  | 1980  | 1991  | 2001  | 2011  | 2021  |
| -------------- | ----- | ----- | ----- | ----- | ----- | ----- | ----- | ----- | ----- | ----- | ----- | ----- | ----- | ----- | ----- |
| Počet obyvatel | 2 700 | 2 777 | 2 623 | 2 623 | 2 891 | 2 896 | 3 305 | 2 783 | 2 886 | 2 836 | 2 768 | 2 691 | 2 621 | 2 572 | 2 690 |
| Počet domů     | 248   | 272   | 291   | 300   | 337   | 369   | 552   | 692   | 669   | 696   | 662   | 792   | 827   | 870   | 933   |

## Městská správa

### Části města
- Plasy
- Babina
- Horní Hradiště
- Lomnička
- Nebřeziny
- Žebnice

Od 1. ledna 1986 do 31. prosince 1992 k městu patřily i Korýtka, Ondřejov, Pláně a Vrážné.

### Městské symboly

#### Znak
Znak města navrhl v roce 1978 tehdejší předseda městského národního výboru Josef Palma a upravil jej historik a heraldik Jan Pelant. Původní návrh měl čtvrcený štít se zlatou šesticípou hvězdou v prvém modrém poli, zelený lipový list nakoso položený ve druhém a třetím stříbrném poli a konečně bílou řádovou lilii ve čtvrtém červeném poli. Městský národní výbor však požádal o změnu ve třetím poli, a tak je na dnešním znaku pětilistá růže se zlatým středem a zelenými kališními listy. Znak připomíná spjatost města s klášterem, lipový list potlačené nevolnické povstání v roce 1680.

#### Vlajka
Vlajka byla městu udělena rozhodnutím předsedy Poslanecké sněmovny Parlamentu České republiky dne 11. dubna 2008.

## Doprava
Městem prochází dvě důležité dopravní spojnice ve směru sever–jih: silnice I/27 a železniční trať Plzeň–Žatec, na které se nachází stanice Plasy. Krizovým dopravním místem jsou serpentiny na obou stranách I/27 a úzký zalomený most přes řeku Střelu. Na zmíněných úsecích došlo k mnoha nehodám včetně smrtelných.
V Plasích se nachází Letiště Plasy.
Dne 16. června 2025 zahájilo Ředitelství silnic a dálnic výstavbu nového mostu na plánovaném obchvatu města. Most bude měřit přibližně půl kilometru a povede 87 metrů nad hladinou řeky Střely. Po dokončení se stane nejvyšším silničním mostem v České republice.

## Pamětihodnosti

### Klášter
Bývalý plaský klášter byl založen roku 1144 řádem cisterciáků. Areál kostela, klášterních a hospodářských budov je dílem vrcholně barokních architektů z konce 17. a první poloviny 18. století. K nejzajímavějším součástem kláštera patří dřevěné podvodní základy kláštera a gotická královská kaple. Klášterní areál je národní kulturní památkou.

### Škola

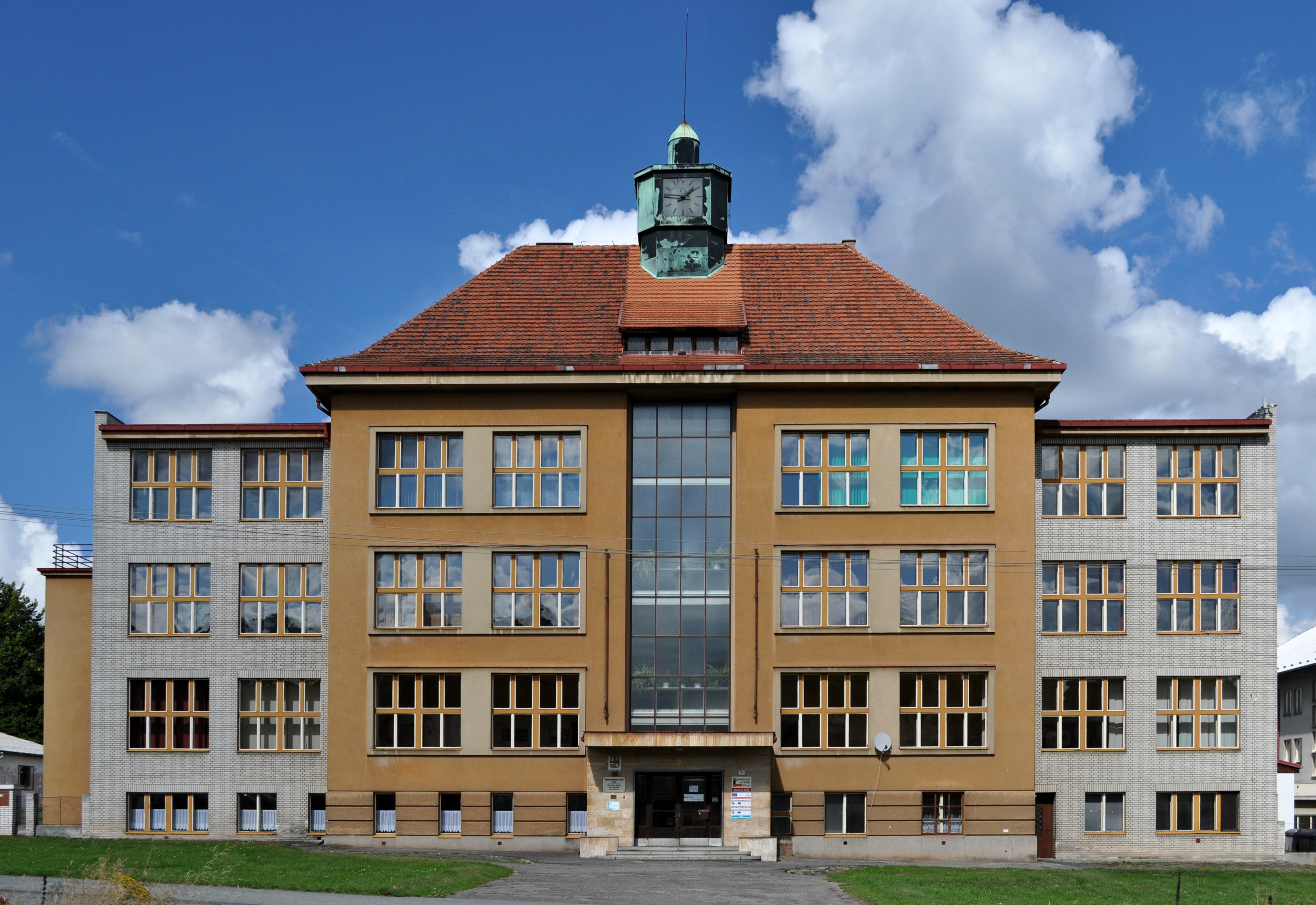
Budova bývalé základní školy dle projektu Hanuše Zápala

Škola byla založena při klášteru v roce 1781. Roku 1865 byla zvolena místní školní rada se starostou A. Reichenbachem v čele. Dvoutřídní škola byla v té době umístěna v přízemí konventu kláštera, kde setrvala až do 30. let 20. století. V roce 1921 předložila místní školní rada plány nové školy od plzeňského stavitele Drnce. Realizaci oddálila kromě finanční problémů i snaha přiškolených obcí Rybnice a Babina zbavit se povinnosti přispět na stavbu nové školy, což se Rybnici rozhodnutím o vyškolení (r. 1926) skutečně podařilo. Babina žádala o vlastní samostatnou školu, přičemž jednání se protahovala a oddalovala stejně jako rozhodnutí o škole v Plasích.
V roce 1931 se plaská obec rozhodla převzít povinnosti obce Babiny a v prosinci 1932 byla výstavba nové školy schválena. Plasy si vypůjčily u tří peněžních ústavů 1,4 milionu korun a v létě byla zahájena stavba podle projektu architekta Hanuše Zápala. V probíhající hospodářské krizi sloužila stavba i ke zmírnění těžké sociální situace nezaměstnaných, které obecní úřad určoval jako pomocné síly. V roce 1934 byla stavba dokončena.
V nové školní budově se učilo do července 1941, kdy byla vyklizena a byl v ní zřízen tábor pro německou mládež. Žáci se přestěhovali zpět do konventu a výuka probíhala i v místních hostincích.
V současnosti slouží budova střední odborné škole s nabídkou výuky čtyřletých oborů agropodnikání, obchodní akademie a veterinářství, domovu mládeže, školní jídelně a domu dětí a mládeže Kopretina. (Komplex mateřské školy, základní školy a gymnázia se nachází v jiné části města, na tzv. akademickém vršíčku v těsném sousedství okresního archivu.)

### Další památky

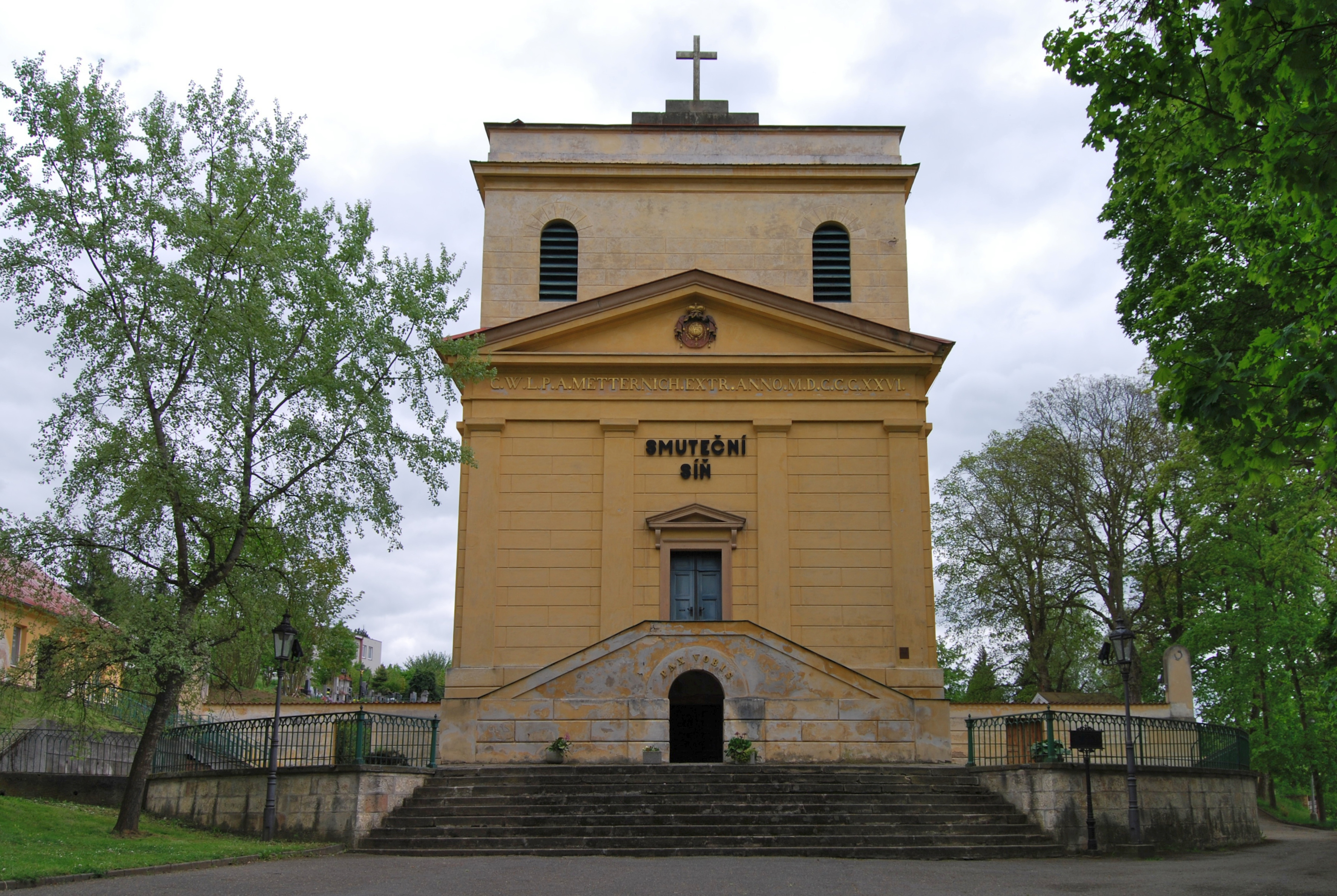
Hrobka rodu Metternichů

- Hrobka rodu Metternichů – bývalý farní kostelík sv. Václava na hřbitově, uvnitř pohřben kancléř Metternich, jeho manželky a děti
- Bývala železářská huť svatého Klimenta – vystavěná knížetem Metternichem 1827–1829
- Kašna se sochou Jana Nepomuckého (patří ke klášteru)
- Hradiště Plasy

## Osobnosti

### Rodáci
- Rudolf Jung (1882–1945), politik
- Jiří Kornatovský (* 1952), malíř a grafik

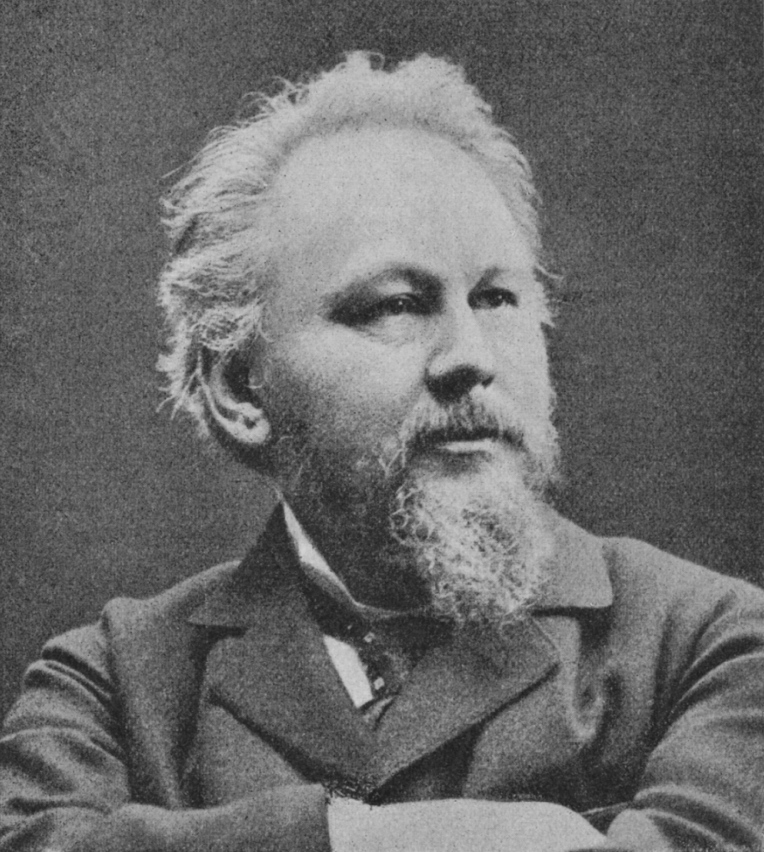
Antonín Wiehl

- Viktor Stretti (1878–1957), grafik
- Antonín Wiehl (1846–1910), architekt
- Hanuš Lašek (1860–1937), operní pěvec – tenorista, hudební pedagog a publicista, učitel.

### Obyvatelé

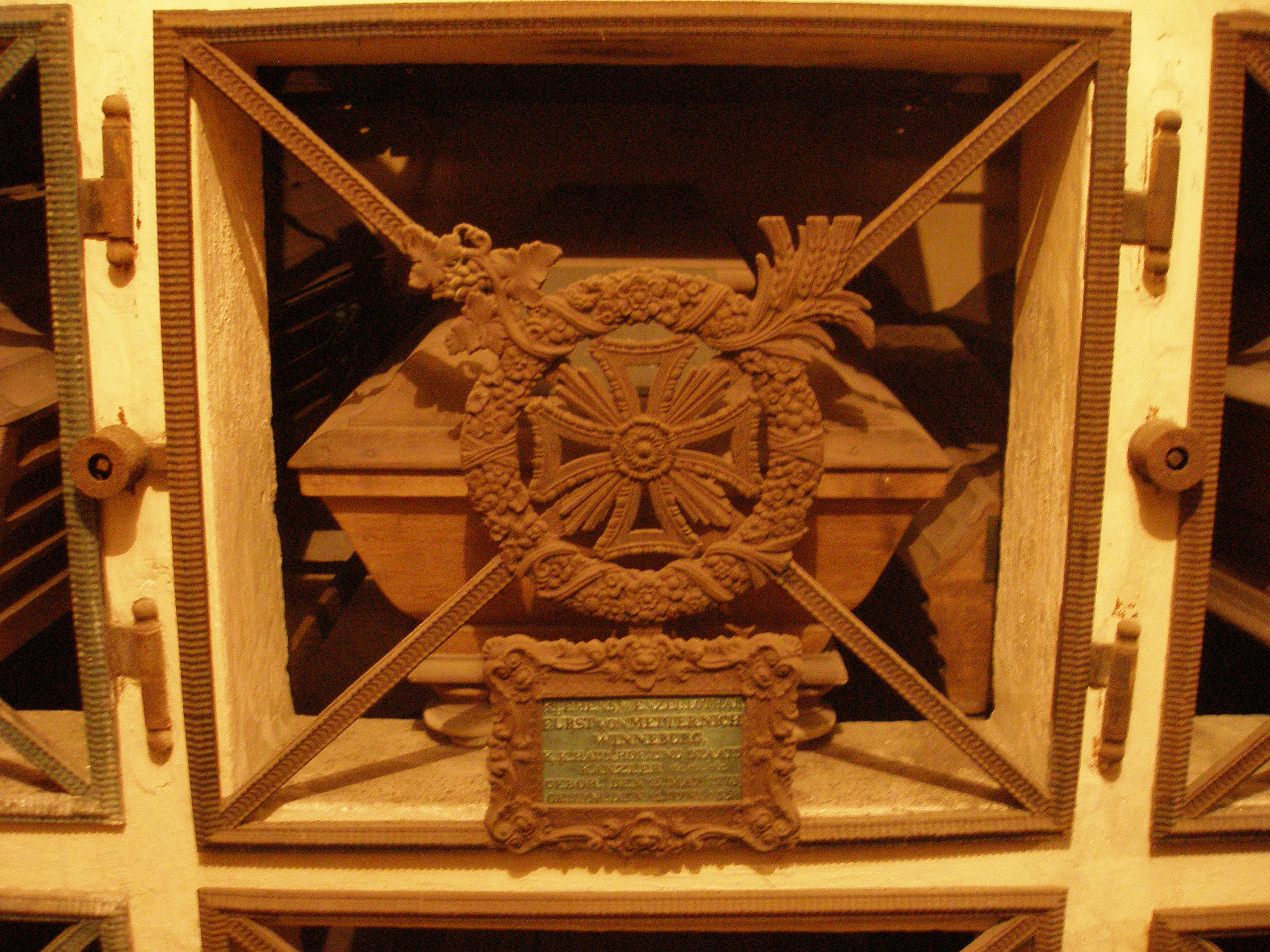
Rakev knížete Metternicha

- Pavel Anzenbacher starší (1901–1987) – malíř, grafik [15]
- Lumír Brendl – odborný publicista v oboru filatelie, dlouholetý předseda Svazu českých filatelistů
- Světla Brendlová – anglistka, pedagožka Západočeské univerzity v Plzni, odborná publicistka
- Václav Cejthamr (* 1964) – ekonom, odborný spisovatel, pedagog VŠE [16]
- Vladimír Dlouhý (* 1950) – v letech 2006 až 2010 poslanec za ODS, regionální politik
- Robert Drozda (1948–2019) – spisovatel
- Gerhard Höfer (1943–2018) – fyzik, akustik, odborný publicista, pedagog Západočeské univerzity v Plzni
- Eva Kamenická (* 1951) – regionální archeoložka, odborná publicistka [17]
- Václava Korcová (* 1967) – učitelka a didaktička dějepisu, spoluautorka řady dějepisných učebnic [18][19]
- Vítězslav Lavička (* 1963) – český prvoligový fotbalista a fotbalový trenér
- Jan Jindřich Marek (1803–1853) – básník, beletrista, katolický obrozenecký kněz
- Klemens Wenzel von Metternich (1773–1859) – politik, diplomat, rakouský státní kancléř
- Jiří Novotný – literární historik, univerzitní pedagog Západočeské univerzity v Plzni, odborný publicista, autor středoškolských učebnic literatury
- Johann Georg Nussbaumer – lesník, autor odborných spisů o lesnictví
- Martin Sedloň (* 1965) – římskokatolický farář, autor duchovní literatury [20][21]
- Věra Sidorjaková (* 1951) – regionální umělkyně, dřevořezbářka, speciální pedagožka [22][23]
- Jaroslav Skála (* 1954) – československý basketbalista a reprezentant, 1981 nejlepší basketbalista Československa
- Jan Souček (* 1964) – akademický malíř, středoškolský a univerzitní pedagog
- Richard Sporka (1951–2012) – hudebník [24]
- Daniel Strož (* 1943) – nakladatel, básník, novinář a politik
- Václav Švamberk (* 1962) – včelař, odborný spisovatel, bývalý předseda Svazu českých včelařů [25]
- Michal Škop (* 1976), matematik, demograf, autor volebních kalkulaček
- Reginald Pavel Větrovec (* 1965) – teolog, odborný spisovatel, překladatel, univerzitní pedagog KTF UK [26]
- Mauritius Vogt (1669–1730) – literát, kartograf, přírodovědec
- Barbora Votíková (* 1996) – fotbalová brankářka a reprezentantka, youtuberka
- Pavel Zahradníček (* 1965) – římskokatolický kněz, spisovatel, zakladatel a redaktor časopisu Milujte se! [27]
- Petr Neuman (* 1969), podnikatel (vybudoval síť bouráren masa v České  republice a v Německu), majitel Knížecího pivovaru Plasy a ZOO Plasy

### Cena Osobnost města Plasy

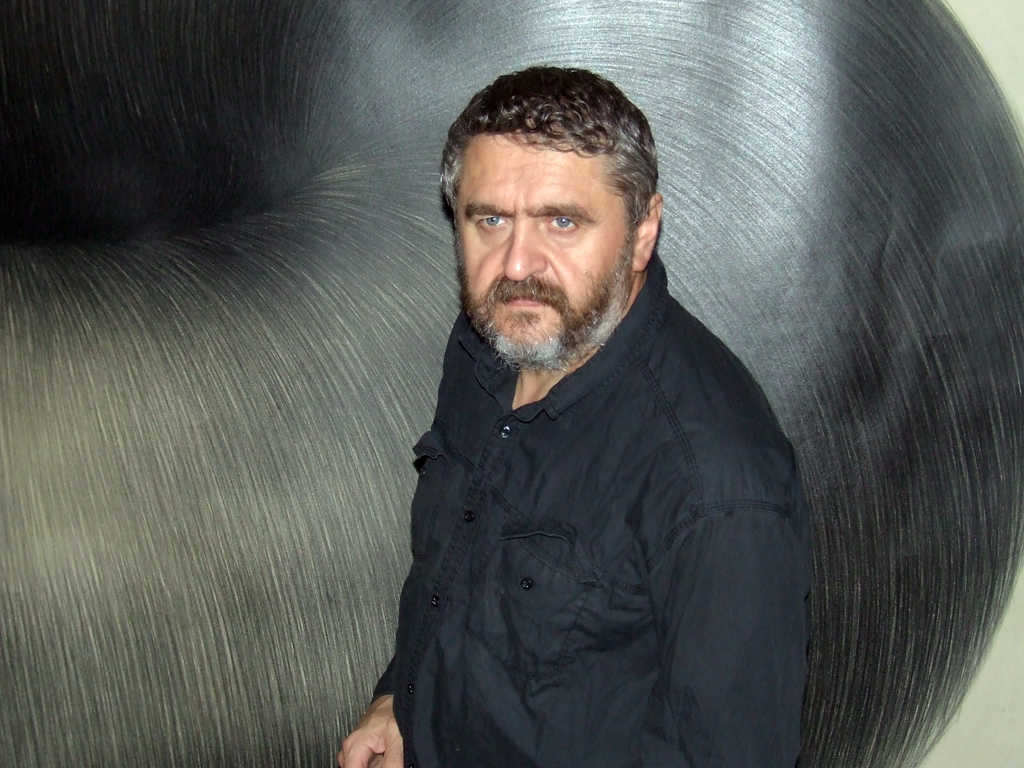
Jiří Kornatovský, malíř a grafik, získal cenu v roce 2005

Od roku 2002 jsou plaskou radnicí vyhlašovány Osobnosti města Plasy (případně se ocenění uvádí jako Osobnost roku, i když není každoroční a mezi jednotlivými vyhlášeními může uplynout i dvou až tříletá doba). Ne všechny významné osobnosti narozené či žijící po část života v obci Plasy byly takto oceněny. Některé splňují charakteristiku regionální, celostátní či mezinárodní známosti. Jiné oceněné osoby mají naopak úzkou vazbu k městu Plasy, ale do kategorie šířeji známých českých či evropských osobností nenáleží. Některé laureáty spojuje s obcí např. studium na místním gymnáziu (profesor Janský).
Laureáti:
- 2002: Ladislav Šmídl – pedagog a místní knihovník
- 2003: Jiří Skalický – památkář, bývalý kastelán plaského kláštera a komunální politik za ODS [30]
- 2004: rod Stretti
- 2005: Jiří Kornatovský – malíř a grafik; Ivo Kornatovský – umělecký fotograf, organizátor kulturních akcí spojených s fotografií
- 2006: Vítězslav Lavička
- 2007: Lumír Brendl – odborný publicista v oboru filatelie, dlouholetý předseda Svazu českých filatelistů, ředitel Mezinárodní filatelistické federace FIP
- 2007 Světla Brendlová – anglistka, pedagožka Západočeské univerzity v Plzni, odborná publicistka, ředitelka regionálního centra Britské rady v Plzni
- 2008: Bohumír Janský – univerzitní pedagog, geograf a hydrolog
- 2010: Robert Drozda
- 2011: Vladimír Benedikt Holota – spisovatel, katolický kněz, rodák z Nebřezin
- 2014: Zdeněk Sadílek – gymnazijní pedagog, organizátor různých kulturních akcí [31]
- 2016: Josef Palma – bývalý předseda MěNV Plasy, autor plaského znaku, místní publicista a pisatel rybářské kroniky [32]
- 2018: Jana Čiháková – pedagožka, vychovatelka, zakladatelka Muzea těžby borové smoly v části obce Lomany [33]